# Nancy Chepleting
Nancy Chepleting Meli (30 maggio 2001) è una mezzofondista keniota.

## Palmarès
| Anno | Manifestazione     | Sede  | Evento         | Risultato | Prestazione | Note |
| ---- | ------------------ | ----- | -------------- | --------- | ----------- | ---- |
| 2024 | Giochi Panafricani | Accra | Mezza maratona | Bronzo    | 1h15'07"    |      |

## Campionati nazionali
2025
- 39ª ai campionati kenioti di corsa campestre - 39'24"

## Altre competizioni internazionali
2023
- Argento alla Mezza maratona di Porto ( Porto) - 1h09'44"
- 12ª alla 10K Valencia Ibercaja ( Valencia) - 31'54"
- 5ª al Cross Internacional de San Sebastián ( San Sebastián) - 30'15"
- 15ª al Cross Internacional de Itálica ( Siviglia) - 35'06"